# Naturpark Rheinland
Naturpark Rheinland (kallat Naturpark Kottenforst-Ville till 2005) är ett naturreservat (Naturpark) i Nordrhein-Westfalen i västra Tyskland. Det täcker en yta av 880 km². Det ligger vid Bergheim, Kerpen, Erftstadt, Euskirchen, Königswinter, Bonn, Brühl, Hürth, Frechen och Pulheim.